# Notoacmea scopulina
Notoacmea scopulina es una especie de molusco gasterópodo de la familia Liotiidae. 

## Distribución geográfica

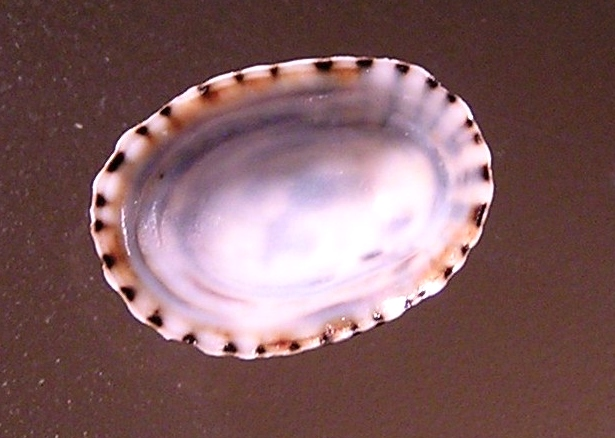
basal view

Se encuentra en Nueva Zelanda